# オリバー・カーン

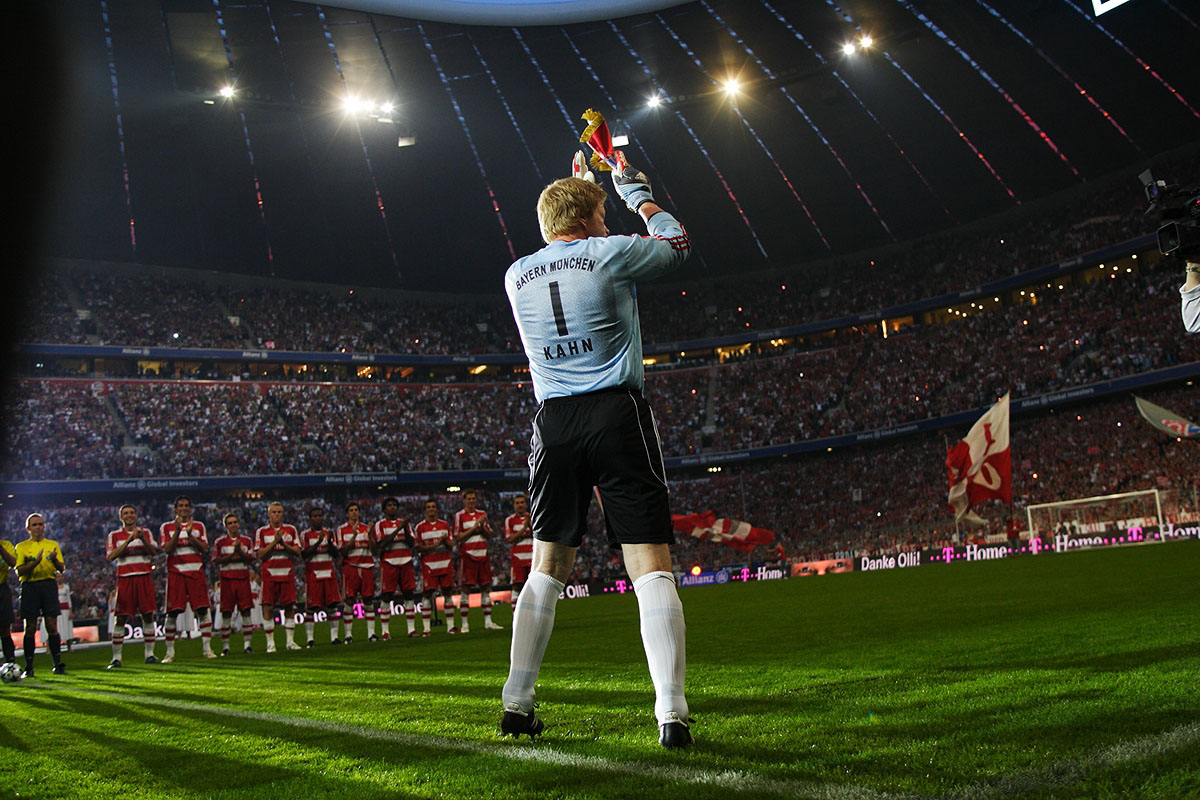
アリアンツ・アレナで行われた引退試合の様子

オリバー・カーン（Oliver Rolf Kahn, 1969年6月15日 - ）は、西ドイツ・カールスルーエ出身の元サッカー選手。ポジションはGK。
野性味のあるプレーと風貌で人気選手となった。またエリア外からのシュートはめったに入らず当時世界最高のキーパーと呼ばれていた。ドイツサッカー界でも最も多くのタイトルを獲得した選手の一人であり、同時にドイツ社会で発言力を持つサッカー選手の一人である。ゼップ・マイヤーやハラルト・シューマッハーらと共にドイツサッカー史に残るGKの一人であり、欧州サッカー連盟が選ぶ歴代欧州サッカー選手ベスト50の中に、当時現役のゴールキーパーでは唯一選出された。

## クラブ経歴
祖父母はラトビア出身。父もそこで生まれ、第二次世界大戦後にドイツへ来た。祖父が誕生日にGKのユニフォームを買ってくれたのがGKを目指した理由と述べている。
16歳の時にはクラブチームの加入試験にことごとく落ちる。カールスルーエに加入するまでは筋力トレーニングなど雌伏の時期を過ごした。カールスルーエでは数年かかって正GKの座を確保した。
ブンデスリーガやUEFAカップでの活躍が認められ、1994年、名門バイエルン・ミュンヘンへ移籍。初年度は味方ディフェンダーのクフォーと衝突し膝の十字靱帯を切断したためシーズンを棒に振ったが、翌年からは活躍を見せた。コンスタントにレベルの高いパフォーマンスを見せ、バイエルン・ミュンヘンのGKコーチ、ゼップ・マイヤーの下でワールドクラスのGKに成長した。
1998-99シーズンのUEFAチャンピオンズリーグ決勝は大会史上に残る名勝負となったが、終了直前の3分間に2失点を喫し、マンチェスター・ユナイテッドに敗れた。1999-00シーズン以降、4年連続で欧州最優秀ゴールキーパーに選出されている。またドイツサッカー雑誌「キッカー」の選手ランキングでも幾度も「ワールドクラス」の評価を得ており、1999年から2003年頃までドイツの各テレビや雑誌では世界ナンバーワンGKと紹介された。
2000-01シーズンには自らの活躍により、バイエルンをUEFAチャンピオンズリーグ優勝に導き、2年前の雪辱を果たした。2002 FIFAワールドカップ後は、私生活の問題もあってコンディションを落としたが、2004-05シーズンには完全復活した。
バイエルン・ミュンヘンとの契約が切れた2008年限りで現役を引退。2008年9月2日、ミュンヘンで引退記念試合が行われ、21年間の現役生活に終止符を打った。

## 代表経歴
ドイツ代表では、FIFAワールドカップを4回経験している。しかし、1994年大会にはボド・イルクナー、1998年大会にはアンドレアス・ケプケと、共に世界レベルのゴールキーパーの存在が大きくサブに甘んじ、正キーパーとして出場できたのは2002年大会のみである。2006年大会では、守備範囲が広くハイボールに強いイェンス・レーマンとの正ゴールキーパーのポジション争いに敗れ、サブGKとして参加。3位決定戦のみの出場となった。 
代表のレギュラーとして初めて国際大会に出場したのはUEFA欧州選手権2000。しかし、この大会では実力を発揮することができず、ドイツはグループリーグで敗退した。
2002 FIFAワールドカップにはキャプテンとして参加した。ドイツは2001年9月1日にミュンヘンで行われた日韓ワールドカップ地区予選、イングランド戦でマイケル・オーウェンのハットトリックなど5失点を喫し1-5で完敗するなど、苦戦の末の本大会出場ということもあって下馬評は高くなかった。しかし、ワールドカップ本選ではカーンはファインセーブを連発。なかでも枠内シュートセーブ率93パーセントという数字を残した。自身は決勝戦においてブラジル代表のジウベルト・シウバとの接触プレーにより靭帯損傷の怪我を負うが、そのままプレーを続行する気迫を見せた。最終的には準優勝に終わったものの、ゴールキーパーとして初のワールドカップMVPを獲得した。また、この年に自身3度目となる世界最優秀ゴールキーパー賞を受賞した。
カーンにとって実質3度目の国際大会となるUEFA欧州選手権2004では、実力を発揮したものの、ドイツは2大会連続のグループリーグ敗退となった。
EURO2004後に就任したユルゲン・クリンスマン監督の方針により、代表GKはローテーション制となり、ドイツワールドカップに向け長年のライバルであったイェンス・レーマンと正GKの座を争う形となったが、2006年4月7日、クリンスマン監督から正式にレーマンが正GKであると発表があった。これにより「正GKとしてワールドカップに出場できないのなら代表を引退する」と公言していたが、「冷静に考えてから答えを出す」とコメントし熟慮の末、代表に参加した。
実質最後のワールドカップといわれた地元開催の2006 FIFAワールドカップでは、正GKとなったレーマンの控えとなったが「たとえ試合に出られなくても貢献できることはある」と自身でコメントしたように、延長戦ではレーマンを含めた他のチームメイトを励ますなどチームを盛り上げる姿を見せた。そして2006年7月8日（日本時間9日）に行われた3位決定戦では先発出場。ケガのため欠場したバラックに代わって主将を務めると共に、好セーブを連発してチームの勝利に貢献した。この試合終了後、代表引退を正式に表明した。

## 引退後
引退後はサッカー解説者やブンデスリーガのアンバサダーとして活動していたが、2020年1月から古巣のバイエルン・ミュンヘンに執行役員として復帰。翌2021年7月からはカール＝ハインツ・ルンメニゲの後任として、同クラブの最高経営責任者（CEO）に就任した。しかし2023年5月、バイエルンがリーグ11連覇を達成した直後、CEOを解任された。

## 選手としての特徴
相手のシュートに対する反応の鋭さ、味方への正確なロングパス、チームメートを引っ張るリーダーシップを持つなど、優れたゴールキーパーであり、存在感もあった。2021年1月にマヌエル・ノイアーに記録を更新されるまでリーグの最多クリンシート（無失点試合）記録を保持していた。

## エピソード
- 2001年3月3日に行われたハンザ・ロストック対バイエルン・ミュンヘンの試合において、シュテファン・エッフェンベルクが上げたコーナーキックを手でゴールを決めて、2枚目のイエローカードを貰って退場した。カーンの退場後は、ミヒャエル・タルナトがキーパーを務めた。
- ドイツでの彼の人気を物語るものとして、彼をモチーフにした曲「OLLI KAHN（オリ カーン）」がある。旧・東ドイツの都市・ライプツィヒ出身の音楽グループのディー・プリンツェン (die Prinzen) によるこの曲は2002 FIFAワールドカップの頃に発売された。歌詞はドイツ語版・英語版以外に日本語版も存在する。2006年には再プレスも行われた[7]。
- 2006 FIFAワールドカップでは、ミュンヘンの高速道路に横っ飛びしてキャッチしているカーンの巨大アーチ看板が作られた。これはミュンヘン空港からスタジアムに向かう道をまたいでおり、観戦客はカーンの体の下を通過してスタジアムに向かうこととなった。
- 引退時のインタビューにおいて「これまで対戦してきた中で最も嫌だったFWは誰か?」との質問に「最強のFWだと思ったのはロナウドで間違いないが、最も嫌だったとなるとインザーギだな…。知っての通り、やつはスーパーFWってわけじゃない。だが、大事な試合のたびに、やつは俺からゴールを奪ってきた。いつもだ！あいつは何てイラつくやつなんだ！」と答えている[8]。
- 結婚歴と離婚歴がある[9]。

## 個人成績
| シーズン | クラブ                 | リーグ         | リーグ | リーグ | カップ | カップ | UEFA主催 | UEFA主催 | 合計 | 合計 |
| シーズン | クラブ                 | リーグ         | 出場   | 得点   | 出場   | 得点   | 出場     | 得点     | 出場 | 得点 |
| -------- | ---------------------- | -------------- | ------ | ------ | ------ | ------ | -------- | -------- | ---- | ---- |
| 1987-88  | カールスルーエ         | ブンデスリーガ | 2      | 0      | 0      | 0      | -        | -        | 2    | 0    |
| 1988-89  | カールスルーエ         | ブンデスリーガ | 2      | 0      | 0      | 0      | -        | -        | 2    | 0    |
| 1989-90  | カールスルーエ         | ブンデスリーガ | 0      | 0      | 0      | 0      | -        | -        | 0    | 0    |
| 1990-91  | カールスルーエ         | ブンデスリーガ | 22     | 0      | 0      | 0      | -        | -        | 22   | 0    |
| 1991-92  | カールスルーエ         | ブンデスリーガ | 37     | 0      | 2      | 0      | -        | -        | 39   | 0    |
| 1992-93  | カールスルーエ         | ブンデスリーガ | 34     | 0      | 5      | 0      | -        | -        | 39   | 0    |
| 1993-94  | カールスルーエ         | ブンデスリーガ | 31     | 0      | 3      | 0      | 10       | 0        | 44   | 0    |
| 1994-95  | バイエルン・ミュンヘン | ブンデスリーガ | 23     | 0      | 2注1   | 0      | 5        | 0        | 30   | 0    |
| 1995-96  | バイエルン・ミュンヘン | ブンデスリーガ | 32     | 0      | 2      | 0      | 12       | 0        | 46   | 0    |
| 1996-97  | バイエルン・ミュンヘン | ブンデスリーガ | 32     | 0      | 4      | 0      | 2        | 0        | 38   | 0    |
| 1997-98  | バイエルン・ミュンヘン | ブンデスリーガ | 34     | 0      | 8      | 0      | 8        | 0        | 50   | 0    |
| 1998-99  | バイエルン・ミュンヘン | ブンデスリーガ | 30     | 0      | 8      | 0      | 13       | 0        | 51   | 0    |
| 1999-00  | バイエルン・ミュンヘン | ブンデスリーガ | 27     | 0      | 5      | 0      | 13       | 0        | 45   | 0    |
| 2000-01  | バイエルン・ミュンヘン | ブンデスリーガ | 32     | 0      | 4      | 0      | 16       | 0        | 52   | 0    |
| 2001-02  | バイエルン・ミュンヘン | ブンデスリーガ | 32     | 0      | 5      | 0      | 14       | 0        | 51   | 0    |
| 2002-03  | バイエルン・ミュンヘン | ブンデスリーガ | 33     | 0      | 6      | 0      | 6        | 0        | 45   | 0    |
| 2003-04  | バイエルン・ミュンヘン | ブンデスリーガ | 33     | 0      | 5      | 0      | 8        | 0        | 46   | 0    |
| 2004-05  | バイエルン・ミュンヘン | ブンデスリーガ | 32     | 0      | 7      | 0      | 10       | 0        | 49   | 0    |
| 2005-06  | バイエルン・ミュンヘン | ブンデスリーガ | 31     | 0      | 6      | 0      | 7        | 0        | 44   | 0    |
| 2006-07  | バイエルン・ミュンヘン | ブンデスリーガ | 32     | 0      | 3      | 0      | 9        | 0        | 44   | 0    |
| 2007-08  | バイエルン・ミュンヘン | ブンデスリーガ | 26     | 0      | 7      | 0      | 9        | 0        | 42   | 0    |
| 通算     | 通算                   | 通算           | 557    | 0      | 82     | 0      | 142      | 0        | 781  | 0    |

注1 DFLスーパーカップの記録を含む。

## 代表歴

### 出場大会
- ドイツ代表
  - 1994 FIFAワールドカップ
  - 1998 FIFAワールドカップ
  - 2002 FIFAワールドカップ
  - 2006 FIFAワールドカップ

### 試合数
- 国際Aマッチ 86試合 0得点（1995年-2006年）[10]

| ドイツ代表 | 国際Aマッチ | 国際Aマッチ |
| 年         | 出場        | 得点        |
| ---------- | ----------- | ----------- |
| 1995       | 2           | 0           |
| 1996       | 3           | 0           |
| 1997       | 3           | 0           |
| 1998       | 7           | 0           |
| 1999       | 6           | 0           |
| 2000       | 10          | 0           |
| 2001       | 10          | 0           |
| 2002       | 15          | 0           |
| 2003       | 9           | 0           |
| 2004       | 11          | 0           |
| 2005       | 7           | 0           |
| 2006       | 3           | 0           |
| 通算       | 86          | 0           |

## 獲得タイトル

### クラブ
- トヨタカップ 2001
- UEFAチャンピオンズリーグ 2000-01
- UEFAカップ 1995-96
- ブンデスリーガ 8回（1996-97, 1998-99, 1999-2000, 2000-01, 2002-03, 2004-05, 2005-06, 2007-08）
- ドイツカップ 6回（1997-98, 1999-2000, 2002-03, 2004-05, 2005-06, 2007-08）
- ドイツリーグカップ 6回（1997, 1998, 1999, 2000, 2004, 2007）

### 代表
- UEFA欧州選手権 : 1996

### 個人
- 2002ワールドカップ最優秀選手
- 2002ワールドカップ最優秀ゴールキーパー
- 世界最優秀ゴールキーパー : 1999,2001,2002
- UEFA欧州最優秀ゴールキーパー : 1999,2000,2001,2002
- 欧州最優秀ゴールキーパー賞 : 1999,2000,2001,2002
- ドイツ年間最優秀選手賞 : 2000,2001
- ドイツ最優秀ゴールキーパー : 1994,1997,1999,2000,2001,2002
- FIFAフェアプレー賞 : 2001

## 著書
- 「オリバー・カーン自伝　ナンバーワン」（"Nummer Eins"　斎藤孝監訳、三笠書房）ISBN 978-4837956518